# Чемпіонат Швеції з бенді 1920
 Чемпіонат Швеції з бенді: 1920 — 14-й сезон турніру з хокею з м'ячем (бенді), який проводився за кубковою системою. 
Переможцем змагань став клуб  ІФК Уппсала.

## Турнір

### Чвертьфінал
- ІФ «Ліннеа» (Стокгольм) -  АІК Стокгольм  2-0
- «Єрва» ІС (Стокгольм) - ІК «Йота» (Стокгольм)  2-0
- Седертельє СК - «Крунубергс» ІК (Стокгольм)  2-0
- ІФК Уппсала - ІК «Сіріус» (Уппсала)  3-3

#### Перегравання чвертьфіналу
- ІК «Сіріус» (Уппсала) -  ІФК Уппсала  3-3
- ІФК Уппсала - ІК «Сіріус» (Уппсала)  7-1

### Півфінал
- ІФ «Ліннеа» (Стокгольм) - «Єрва» ІС (Стокгольм)  7-1
- ІФК Уппсала - Седертельє СК 9-2

### Фінал
- ІФК Уппсала - ІФ «Ліннеа» (Стокгольм)  3-2